# Anathix euroa
Anathix euroa là một loài bướm đêm trong họ Noctuidae.